# Уоттс, Джон
Джон Уоттс (англ. Jon Watts; род. 28 июня 1981, Фаунтин, Колорадо, США) — американский кинорежиссёр, сценарист и продюсер.  Он снял фильмы «Клоун» (2014) и «Полицейская тачка» (2015) и эпизоды сериала «Луковые новости». Наиболее известен как режиссёр фильмов «Человек-паук: Возвращение домой» (2017), «Человек-паук: Вдали от дома» (2019) и «Человек-паук: Нет пути домой» (2021) совместного производства Marvel Studios и Sony Pictures в рамках Кинематографической вселенной Marvel (также Уоттс является сосценаристом «Возвращения домой»).

## Биография
Уоттс родился и вырос в Фаунтине, штат Колорадо. Он учился в Нью-Йоркском университете .
Прежде чем снимать фильмы, Уоттс снимал рекламы для компании Park Pictures. Пытаясь получить возможность снять фильм «Человек-паук: Возвращение домой», Уоттс сделал татуировку Человека-паука на груди, чтобы «выделиться из толпы».

## Фильмография

### Фильмы
| 2014 | Клоун                           | Clown                        | Да  | Да    | Нет |
| 2015 | Полицейская тачка               | Cop Car                      | Да  | Да    | Да  |
| 2017 | Человек-паук: Возвращение домой | Spider-Man: Homecoming       | Да  | Да    | Нет |
| 2019 | Человек-паук: Вдали от дома     | Spider-Man: Far From Home    | Да  | Нет   | Нет |
| 2021 | Человек-паук: Нет пути домой    | Spider-Man: No Way Home      | Да  | Нет   | Нет |
| 2024 | Одинокие волки                  | Wolfs                        | Да  | Да    | Да  |
| 2025 | Пункт назначения: Узы крови     | Final Destination Bloodlines | Нет | Сюжет | Да  |

Другие работы
- «Сексуальная тварь» (2000) — оператор
- «Я вижу тебя» (2008) — актёр: Джейк
- «Естественный отбор» (2011) — ассоциированный продюсер
- «Робот и Фрэнк» (2012) — благодарность
- «Возможности управления» (2015) — актёр: режиссёр рекламы

### Телевидение
| 2011      | Луковые новости                 | The Onion News Network   | Да | Соисполнительный | Нет | Режиссёр: 10 эпизодов Соисполнительный продюсер: 11 эпизодов                                         |
| 2011      |                                 | The Fuzz                 | Да | Да               | Да  | Пилот                                                                                                |
| 2012      | Юджин!                          | Eugene!                  | Да | Исполнительный   | Да  | Телефильм                                                                                            |
| 2022      | Старик                          | The Old Man              | Да | Исполнительный   | Нет | Режиссёр: Эпизод «Пилот»                                                                             |
| 2024—2025 | Звёздные войны: Опорная команда | Star Wars: Skeleton Crew | Да | Исполнительный   | Да  | Создатель и исполнительный продюсер: 8 эпизодов Режиссер и сценарист: 2 эпизода Сценарист: 4 эпизода |